# Адмир Рашчић
Адмир Рашчић (Фоча, 16. септембар 1981) бивши је професионални фудбалер и репрезентативац Босне и Херцеговине у овом спорту.

## Каријера
Рођен у Фоча, Рашчић је одрастао у Горажду, где је живео до своје 10. године. Након наспада Југославије, Адмир је са породицом избегао у Немачку, где је започео да се бави фудбалом. По повратку у Горажде, играо је за истоимени локални клуб. Први професионални уговор, Рашчић је потписао са сарајевским Жељезничаром, где је играо у Премијер лиги Босне и Херцеговине, а саиграч у нападу био му је Един Џеко. Лета 2006. године преселио се у иностранство и придружио фудбалском клубу Бела Крајина у Првој лиги Словенији. На крају сезоне се вратио у Босну, овај пут у ФК Сарајево. Рашчић је одиграо 6 утакмица и постигао 3 гола у европској кампањи у Сарајеву у сезони 2007-08. У овом клубу провео је једну и по сезону, а онда је у зимској паузи сезоне 2008-09 прешао у редове норвешког Сандерфјорда. За њих је играо у периоду између 2009. и 2010. године. У првој сезони су завршили на осмом месту, али је 2010. године Сандефјорд сезону завршио испадањем. Током две сезоне у Норвешкој, поред 34 лигашке утакмице и 3 гола које је постигао за овај тим, такође је наступао и за резервисте у норвешкој трећој лиги.
Лета 2010. поново се вратио у Босну и Херцеговину и приступио сарајевском Олимпику. У овом клубу остао је годину и по дана, а затим је потписао Нови Пазар почетком 2012. Потом је први део 2013. провео у Борцу из Бање Луке.
На савет свог бившег колеге и дугогодишњег ментора, Алена Бајкуше, Рашчић се 11. јула 2013. придружио клубу Хонг Конг Пегасус. Свој први гол постигао је 30. августа исте године на свом дебитантском наступу за овај клуб. Свој први хет-трик постигао је 26. октобра 2013. године у победи против Туен Муна на домаћем терену. Рашчић је у Хонг Конгу наступао све до 2015, када је по други пут приступио сарајевском Олимпику. Каријеру је завршио у матичном Горажду, пролећа 2017, где је због своје висине неретко играо на позицији штопера.

## Репрезентација
Године 2003, Рашчић је забележио дебитантаски наступ за младу репрезентацију Босне и Херцеговине. За сениорски састав репрезентације ове државе одиграо је 3 утакмице у периоду између 2006. и 2008.